# Criterio de la segunda derivada
El Criterio de la segunda derivada es un teorema o método de cálculo matemático en el que se utiliza la segunda derivada para efectuar una prueba correspondiente a los máximos y mínimos relativos de una función.  
Se basa en el hecho de que si la gráfica de una función {\displaystyle f} es convexa en un intervalo abierto que contiene a {\displaystyle c}, y {\displaystyle f'(c)=0,\;f(c)} debe ser un mínimo relativo a {\displaystyle f}. De manera similar, si la gráfica de una función es cóncava en un intervalo abierto que contiene a {\displaystyle c} y {\displaystyle f'(c)=0,\;f(c)} debe ser un máximo relativo de {\displaystyle f}. 

## Extremos relativos
Sea {\displaystyle f} una función derivable dos veces en un entorno abierto que contiene a {\displaystyle x} tal que {\displaystyle f'(x)=0} ({\displaystyle x} es, consecuentemente, un punto crítico de {\displaystyle f(x)}) con la siguiente segunda derivada:
1. Si {\displaystyle f''(x)<0}, entonces {\displaystyle f} tiene un máximo relativo en {\displaystyle (x,f(x))}.
2. Si {\displaystyle f''(x)>0}, entonces {\displaystyle f} tiene un mínimo relativo en {\displaystyle (x,f(x))}.
3. Si {\displaystyle f''(x)=0}, entonces el criterio no decide. Esto es, {\displaystyle f} quizás tenga un máximo relativo en {\displaystyle x}, un mínimo relativo en {\displaystyle (x,f(x))} o ninguno de los dos. En tales casos, se puede utilizar el criterio de la primera derivada o el criterio de la tercera derivada.

### Ejemplo
Los puntos críticos de la función {\displaystyle f(x)=3x^{3}-8x^{2}+7x-2} son {\displaystyle x=1} y {\displaystyle x=7/9}. La función es dos veces derivable en entornos de estos puntos y su segunda derivada es {\displaystyle f''(x)=18x-16}. Como {\displaystyle f''(1)=2>0} y {\displaystyle f''(7/9)=-2<0}, por el criterio de la segunda derivada, {\displaystyle f} tiene un mínimo local en {\displaystyle x=1} y un máximo local en {\displaystyle x=7/9}.